# Леандер-Флодин, Адольфина Тереза
Адольфина Тереза Леандер-Флодин (швед. Adolfine Therese Leander-Flodin, сценическое имя Адея, фр. Adée; 29 мая 1873 — 6 июля 1935) — финская певица (сопрано). Дочь композитора и дирижёра Адольфа Леандера, жена композитора и музыкального критика Карла Флодина.
Ученица Абрахама Оянпере. Выступала как оперная певица — в частности, в сезоне 1897/1898 г. пела на сцене парижской Опера комик. В камерном репертуаре часто выступала вместе с мужем как аккомпаниатором, исполняя в том числе и написанные им для неё песни. Романс Яна Сибелиуса «Первый поцелуй» на стихи Рунеберга в исполнении четы Флодинов — одна из первых записей музыки знаменитого финского композитора, осуществлённая в 1904 году. В 1917—1921 гг. Флодины жили и работали в Буэнос-Айресе.